# Clematis pashanensis
Clematis pashanensis là một loài thực vật có hoa trong họ Mao lương. Loài này được (M.C.Chang) W.T.Wang mô tả khoa học đầu tiên năm 2001.